# Иванов, Гавриил Петрович
Гаврии́л Петро́вич Ивано́в (1919 — 1997, Краснодар) ― советский историк, доктор исторических наук, профессор, Заслуженный работник культуры РСФСР, один из организаторов и руководителей Кубанского государственного университета.

## Биография
Родился в 1919 году.
В 1938 году, будучи курсантом Иркутского военного пехотного училища, участвовал в боях с японцами у озера Хасан, где был ранен. По инвалидности был комиссован из армии. Работал заведующим районным отделом народного образования, редактором местной газеты, руководил колхозом в течение полугода.
Окончил Иркутский государственный университет, где учился на историческом факультете. После войны Гавриил Иванов направляется на восстановление разрушенного Сталинграда. Во второй половине 1940-х годов был направлен на работу в Краснодарский край, где работал в комсомоле, прошёл путь от инструктора крайкома до первого секретаря. В 1949 году награждён Орденом Трудового Красного Знамени.
В 1949 году начал работать старшим преподавателем кафедры всеобщей истории Краснодарского государственного педагогического института имени 15-летия ВЛКСМ, а в 1951 году возглавил эту кафедру. В 1949 году успешно защитил кандидатскую диссертацию. С 1955 по 1965 год Иванов одновременно занимал должность декана историко-филологического факультета, а в 1962 году – созданного отдельно исторического факультета.
В 1965 году становится проректором по научной работе, в 1970 году – проректором по учебной работе Краснодарского пединститута. В 1974 году Гавриил Иванов создал кафедру истории советского общества в Кубанском университете и бессменно руководил ей в течение 15 лет.
С 1967 по 1971 год избирался депутатом Краснодарского городского Совета депутатов трудящихся. В 1969 году защитил докторскую диссертацию, посвященную исследованию роли партийных организаций Северного Кавказа в партизанском движении. Иванов написал около 250 научных работ и статей.
В 1960–1970-е годах в Кубанском университете под руководством Иванова сложилась научная школа, в которой разрабатывались актуальные проблемы Великой Отечественной войны, защищено свыше 20 кандидатских диссертаций. Открыл при университете первый диссертационный совет по историческим дисциплинам – «История КПСС» и «История СССР».
За вклад в развитие советской исторической науки Гавриил Петрович Иванов удостоен почётного звания «Заслуженный работник культуры РСФСР».
Умер в 1997 году в Краснодаре.

## Основные труды
- Иванов, Г. П. Комсомольское племя / Г. П. Иванов, А. Качанов, В. Попов. — Краснодар : Кн. изд-во, 1958. — 230 с.
- Иванов, Г. П. Подвиги гвардейцев Кубани : исторический очерк / Г. П. Иванов. — Майкоп : Кн. изд-во, 1958. — 107 с.
- Иванов, Г. П. В тылу врага : исторический очерк / Г. П. Иванов. — Майкоп : Кн. изд-во, 1959. — 190 с.
- Иванов, Г. П. Боевая доблесть кубанцев : исторический очерк / Г. П. Иванов. — Краснодар : Кн. изд-во, 1961. — 149 с.
- Иванов, Г. П. В годы суровых испытаний / Г. П. Иванов. — Краснодар : Кн. изд-во, 1967. — 303 с. : ил.
- Иванов, Г. П. Коммунистическая партия — организатор и руководитель всенародной борьбы в тылу немецко-фашистских оккупантов в годы Великой Отечественной войны: (По материалам партийных организаций Северного Кавказа) / Г. П. Иванов. — Краснодар : Кн. изд-во, 1969. — 264 с.
- Иванов, Г. П. В тылу прифронтовом / Г. П. Иванов — Москва : Воениздат, 1971. — 126 с. : ил. — (Героическое прошлое нашей Родины)